# Дуглас Грейсі
Дуглас Грейсі (англ. Douglas Gracey; 3 вересня 1894 — 5 червня 1964) — генерал Британської Індійської армії Пакистанських збройних сил, брав участь в Першій і Другій світовій війні.

## Біографія
У вересні 1915 року почав проходити службу в Британській індійській армії в званні молодшого лейтенанта. У часи Першої світової війни брав участь в битві у Франції, був двічі нагороджений Британським воєнним хрестом. У часи Другої світової війни командував підрозділом Британської Індійської армії в часи Іракської та Сирійсько-Ліванської операцій. Після закінчення Другої світової війни займав звання командувача сухопутними військами Пакистану з 11 лютого 1948 року по 15 січня 1951 року.